# Résolution 1867 du Conseil de sécurité des Nations unies
Membres permanents
- Chine
- États-Unis
- France
- Royaume-Uni
- Russie

Membres non permanents
- Autriche
- Burkina Faso
- Costa Rica
- Croatie
- Japon
- Libye
- Mexique
- Turquie
- Ouganda
- Viet Nam

Résolution no 1866 Résolution no 1868
La résolution 1867 du Conseil de sécurité des Nations unies a été adoptée à l'unanimité le 26 février 2009.

## Résolution
Reconnaissant le rôle important de la Mission intégrée des Nations unies au Timor (MINUT) qui continuait de jouer dans la promotion de la paix, de la stabilité et du développement dans le pays, le Conseil de sécurité a décidé de proroger le mandat de la mission de 12 mois supplémentaires.
Adoptant à l'unanimité la résolution 1867, le Conseil s'est félicité, dans ses paragraphes du préambule, de l'amélioration de la situation politique et sécuritaire au Timor, qui s'était remis de la crise de 2006 et des attaques contre le Président et le Premier Ministre le 11 février 2008. Cependant le Conseil a noté que la situation politique et sécuritaire, bien que généralement calme, restait fragile.
Le Conseil a demandé à la MINUT d’apporter l’appui nécessaire aux élections locales de l'année, répondant à la demande du Gouvernement du Timor, et a encouragé la communauté internationale à contribuer à ce processus. La Mission a également été encouragée à soutenir le Gouvernement dans ses efforts pour réformer le secteur de la sécurité, renforcer les cadres juridiques et améliorer le contrôle civil et les mécanismes de responsabilisation des institutions de sécurité. Elle a également été invitée à continuer d'appuyer le Gouvernement dans ses efforts de coordination de la coopération des donateurs dans les domaines du renforcement des capacités institutionnelles.
En outre, dans le texte, le Conseil a appuyé la reprise progressive des responsabilités de police par la police nationale, par une approche par étapes, tout en soulignant que la Polícia Nacional de Timor (PNTL) doit répondre aux critères convenus dans l'accord commun conclu entre le Gouvernement et la MINUT pour garantir sa préparation face à la reprise de telles responsabilités dans un district donné. Le Gouvernement et la MINUT ont été priés de coopérer pour mettre en œuvre ce processus.
Tant que la police nationale n’aurait pas été entièrement reconstituée, la Mission continuerait, grâce à la présence de sa composante police et à l’appui à la PNTL, de maintenir la sécurité publique dans le pays. La MINUT, en collaboration avec ses partenaires, a été priée d’intensifier ses efforts pour contribuer à la formation, au mentorat, au développement institutionnel et au renforcement de la PNTL, en vue d’accroître son efficacité.